# Бережанка (Кременецкий район)
Бережа́нка (укр. Бережанка) — село в Лановецкой городской общине Кременецкого района Тернопольской области Украины.
До 2020 года входило в Лановецкий район.
Код КОАТУУ — 6123881201. Население по переписи 2001 года составляло 550 человек.

## Географическое положение
Село Бережанка находится на берегу реки Жирак в месте впадения в неё реки Свиноройка,
выше по течению на расстоянии в 1,5 км расположено село Малая Белка,
ниже по течению на расстоянии в 1,5 км расположены сёла Малые Кусковцы и Волица.
Через село проходит железная дорога, станция Бережанка.

## История
- 1515 год — дата основания.

## Объекты социальной сферы
- Школа I—II ст.
- Дом культуры.
- Фельдшерско-акушерский пункт.

## Достопримечательности
- Братская могила советских воинов.